# 1080° Snowboarding
1080° Snowboarding (テン・エイティ　スノーボーディング) је мултиплејер видео-игра симулација сноуборда коју је објавио Nintendo за Nintendo 64. Први пут је издата у Јапану 22. фебруара 1998. године. Играч контролише једног од пет сноубордера из трећег лица користећи комбинацију тастера за извођење скокова и различитих трикова кроз осам новоа.
Игра је најављена 21. новембра 1997. а развој је трајао нешто преко девет месеци. Критичари су игру повољно оценили и продато је преко милион копија. Наставак 1080° Avalanche је издат за Nintendo GameCube 28. новембра 2003. године.